# شیار پایانی (قلب)
شیار پایانی (انگلیسی: Terminal sulcus) یک شیار در سطح خارجی دهلیز قلب است که مرز بین سینوس بزرگ‌سیاهرگ‌ها (که منشأ جنینی متمایزی دارد) و بقیه دهلیز راست (که دارای ماهیچه‌های شانه‌مانند در سطح داخلی خود است) را مشخص می‌کند. شیار پایانی مطابق با موقعیت ستیغ پایانی در سطح داخلی دهلیز راست است. شیار پایانی (و ستیغ) موقعیت گره سینوسی- دهلیزی را نشان می‌دهد.

## کالبدشناسی
شیار پایانی از جلوی بزرگ‌سیاهرگ پیشین (ورید اجوف فوقانی) تا جلوی بزرگ‌سیاهرگ پسین امتداد می‌یابد و نشان‌دهندهٔ خط اتحاد سینوس سیاهرگی رویان با دهلیز ابتدایی است.
مرز فوقانی شیار پایانی، صفحه عرضی را که گره سینوسی- دهلیزی در آن قرار دارد، مشخص می‌کند. مرز تحتانی، صفحه عرضی را که گره دهلیزی‌بطنی در آن قرار دارد، مشخص می‌کند.